# Церква святої Катерини (Муріно)
Церква святої Катерини в селі Муріно (рос. Церковь Святой Екатерины в Мурино) — пам'ятка дерев'яної архітектури Російської імперії другої половини 18 століття, розташована в селищі Муріно (Всеволожський район, Ленінградська область).

## Історія

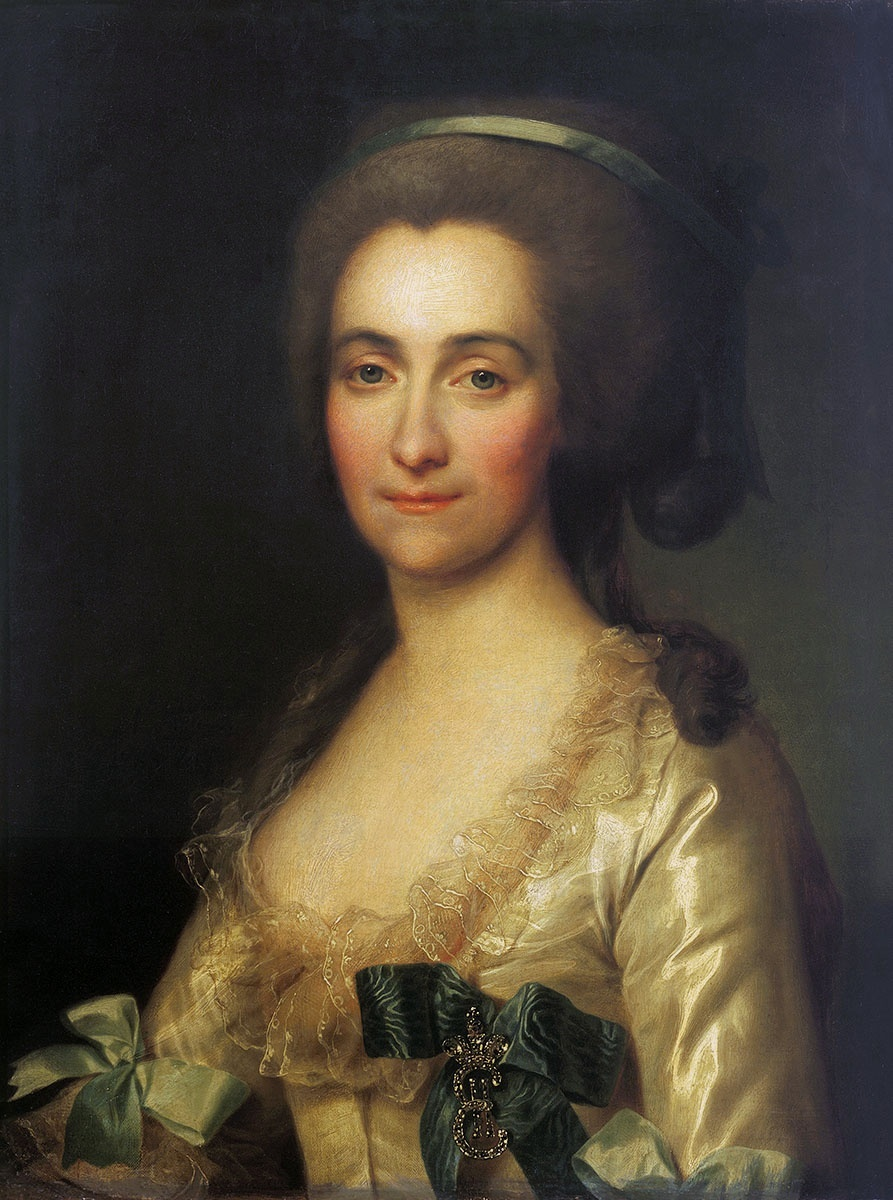
Худ. Д. Г. Левицький. Катерина Воронцова.

Церква святої Катерини в селі Муріно початково мала меморіальне значення. Її створення пов'язане з замовленням Воронцова Романа Ілларіоновича, який дав гроші на побудову нового храму на спомин рано померлої невістки Катерини, дружини молодшого сина і графа Семена Романовича. Проект створив молодий архітектор Львов Микола Олександрович. Церкву заклали в травні 1786 року. Новостворений храм висвятили 1790 року. Точних відомостей про іконописця не збережено. Враховуючи, що Львов роками співпрацював з художником Боровиковським, ікони для іконостаса приписують йому.
1856 року ремонтували дзвіницю. В 1914—1915 роках зміцнювали мури церкви. В 1918 році, під час розбрату громадянської війни, був убитий сторож, а храм пограбували. 2 травня 1922 року за наказом більшовицької влади були вилучені всі церковні коштовності. 1938 року церкву остаточно зачинили, а її приміщення передали під сільський клуб. Дерев'яний клуб в селі вже був і навіть мав власний самодіяльний театр з типовим набором декорацій.
1941 року прийняли постанову про руйнацію храму, була спроба зірвати хрест, який похилився, але встояв. Храм не поруйнували через початок 2-ї світової війни. Бельведер храму почали використовувати як пункт спостережень. В повоєнний період храмову споруду арендував парголовський «Заготпункт» и мурінське сільпо, що створило в колишній церкві — склад. Ймовірно, тоді зник і первісний іконостас з творами Боровіковського та зруйнували ліплений декор інтер'єру.
1968 року Всеволозький райвиконком прийняв чергове рішення «О снятии с учета и сносе памятника архитектуры 18 века в селе Мурино», але храм не поруйнували, а покинули, стояв пусткою. Висотний простір церкви використали як скульптурну майстерню для створення велетенської фігури хокеїста.
1988 року храм з понівеченим інтер'єром і склепом передали церковній громаді села.

## Архітектор
Життя і служба в Петербурзі, зустрічі з родичами і друзями, серед яких поети Іван Хемніцер, Гаврило Державін, Капніст Василь Васильович, впливові меценати (Федір Соймонов, Андрій Безбородько) зіграли надзвичайну роль в формуванні індивідуальності і розкритті творчих потенцій Миколи Львова. Він прибув в столицю звичним малоосвіченим провінціалом, а закінчував життя уславленим поетом, інженером, геологом, знавцем західноєвропейського живопису і самобутнім архітектором. Головним замовником і меценатом Миколи Львова був граф Безбородько Олександр Андрійович. Але він не забороняв брати приватні замови, а іноді і сам сприяв отриманню замов для талановитого Львова. Саме Безбородько сприяв замові на проект церкви Св. Йосипа від Катерини ІІ, який отримав Львов від самої імператриці. Серед приватних замов була і садибна церква від графа Воронцова Олександра Романовича (1741—1805) для власного села Муріно.

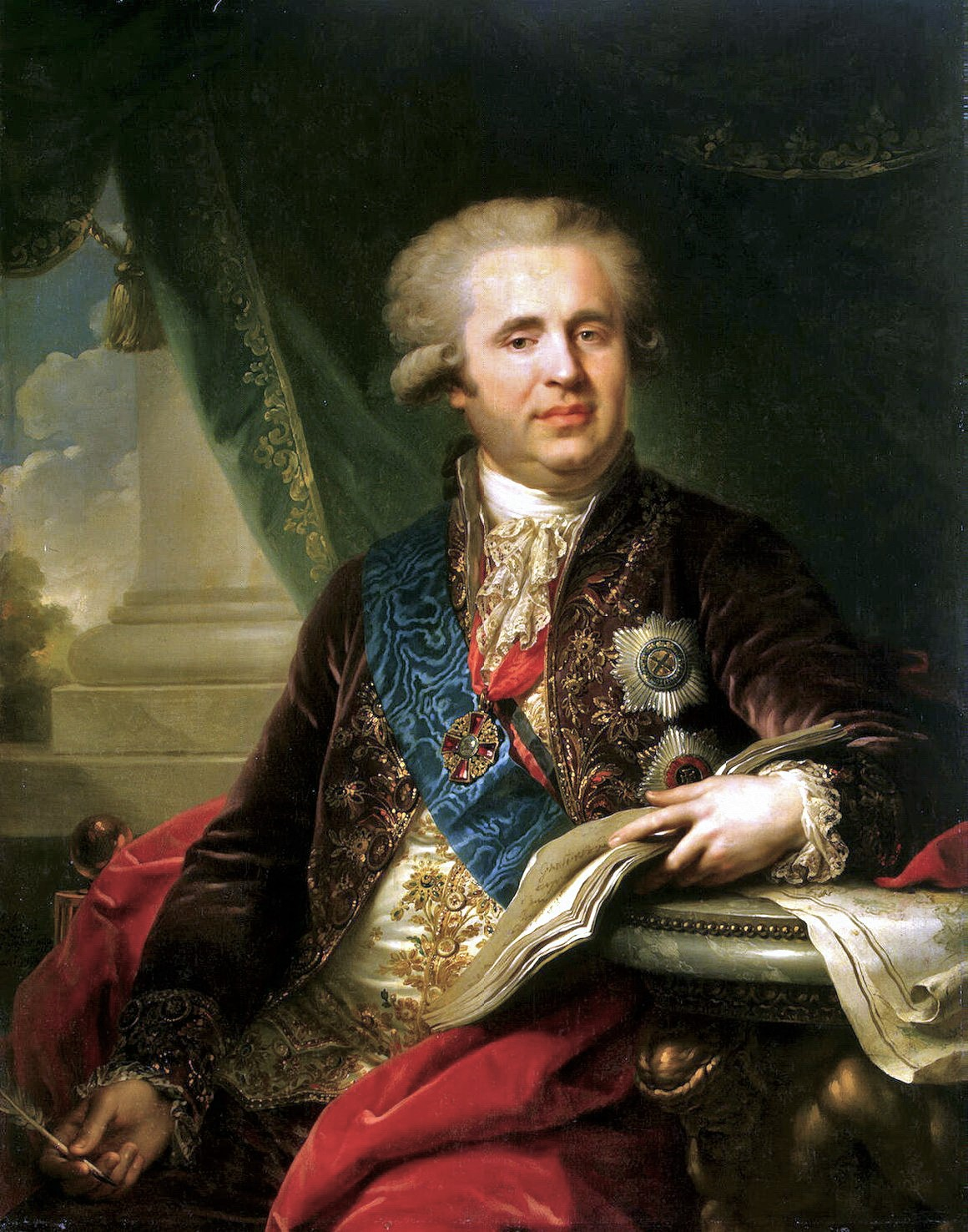
Портрет Олександра Безбородька роботи Йогана Бабтиста Лампі старшого
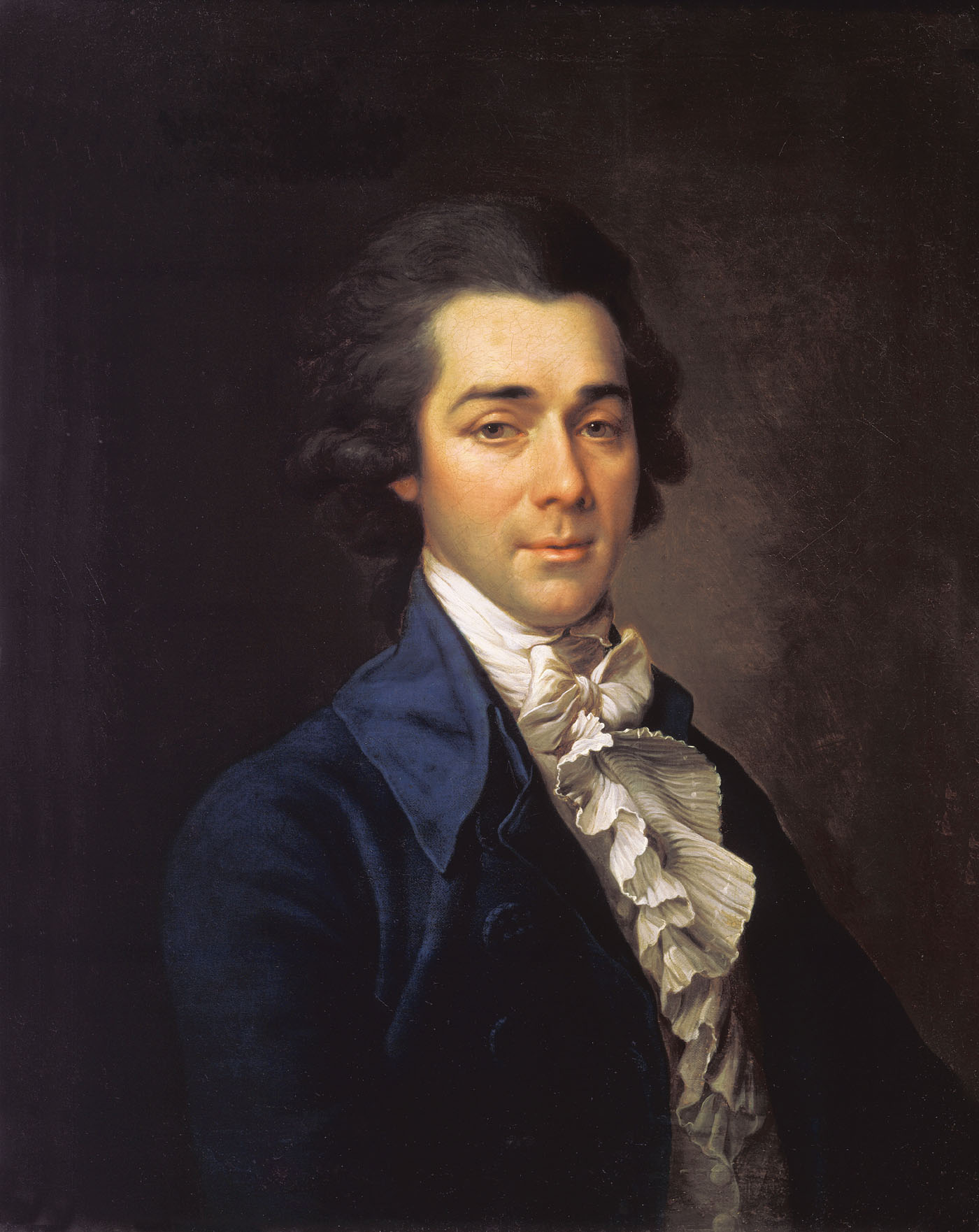
Худ. Левицький Дмитро Григорович, портрет Миколи Львова.
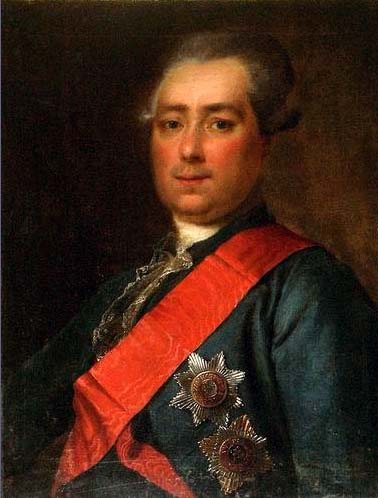
граф Воронцов Олександр Романович ( худ.  Левицький Д.Г. ? )

## Опис споруди

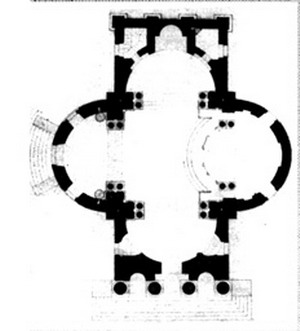
Церква святої Катерини (Муріно), поземний план

Дивним чином церква святої Катерини в селі Муріно стала двічі пам'яткою перехідної доби: вона створена в добу переходу від бароко до зрілого російського класицизму, вона — частково вибудувана з каменю, а частково — з дерева. Церкву побудовано за досить рідкісним типом «під дзвони» — із дзвіницею над центральною частиною.
До створення садибної церкви в невеликому тоді сільці Муріно архітектор поставився досить відповідально і створив її не за типовим, а за індивідуальним проектом. Церква невелика за розміром, але справляє враження величної споруди через ярусність і висотність силуета. Споруда має склеп в кам'яних підмурках. Головна частина храму збільшена лише за рахунок бічних напівротонд, південна з яких слугувала головним входом до храму. Церква не має звичної в дерев'яних храмах трапезної. Нема і окремо побудованої чи прибудованої до трапезної дзвіниці. Її роль виконує середній ярус, який прикрасив наскрізний дерев'яний бельведер, притаманний парковим павільйонам чи світським палацам. Саме бельведер і прикрашений металевим «яблуком» з хрестом, як вказівка на сакральну споруду. До сучасного шляху церква повернута абсидою, яку прикрашають колонний портик, трикутний фронтон і кам'яні сходи. Саме східний, а не західний фасад, виконує роль парадного фасаду споруди, що не звично для сільських храмів. На північ від храму розташований стародавній сільський цвинтар.
В роки стрімкого розпаду СРСР випадково збережену церкву, яка була то складом, то стояла покинутою, передали 1988 року церковній громаді. Церква ремонтована, діюча.